# Francisca Băltăceanu
Maria Francisca Băltăceanu (n. 15 iunie 1943, București) este un filolog și teolog român.

## Biografie
Este specialistă în filologie clasică și ebraică, fiind profesor doctor invitat la Facultatea de Litere, precum și la Facultatea de Limbi și Literaturi Străine de la Universitatea din București.
Este specializată în hermeneutica Bibliei, precum și unul dintre traducătorii Septuagintei (varianta grecească a corpusului biblic) în limba română, ediție apărută la editura Polirom.

## Distincție
În anul 2007 a fost decorată cu Ordinul Național "Steaua României" de către președintele României.